# Capparis laotica
Capparis laotica är en kaprisväxtart som beskrevs av François Gagnepain. Capparis laotica ingår i släktet Capparis och familjen kaprisväxter. Inga underarter finns listade i Catalogue of Life.